# Ipratropium
Az ipratropium (ipratropium-bromid, Atrovent és Apovent néven) egy antikolinerg gyógyszer. Obstruktív tüdőbetegségek és asztma kezelésére használják.

## Gyógyszertan
Az ipratropium antikolinerg hatású (parasympatholyticus) kvaterner ammóniumvegyület. A preklinikai vizsgálatok eredményei alapján antagonizálja a bolygóideg végkészülékéből felszabaduló acetilkolin hatását, és ily módon gátolja a vagusreflexet. Az antikolinergikumok megakadályozzák az acetilkolin kötődését a hörgők simaizomzatában lévő muszkarinszerű receptorokhoz, és ezáltal gátolják az intracelluláris ciklikus guanozin-monofoszfát (cGMP) szint emelkedését. A belélegzés után nem a szisztémás, keringésben kialakuló koncentrációnak köszönhetően, hanem elsősorban helyileg, receptor-specifikus hatása révén idéz elő hörgőtágulatot.
A vizeletben kimutatható főbb metabolitok csupán gyengén kötődnek a muszkarinszerű receptorokhoz, ezért farmakológiai szempontból inaktívaknak tekintik őket.
Nem károsítja a légutak nyáktermelését, a mukociliáris tisztulást vagy a gázcserét.
Más kvaterner ammóniumbázisokhoz hasonló módon az ipratropiumion sem jut át a vér-agy gáton.

## Mellékhatások
A klinikai vizsgálatok során nem-légzőszervi mellékhatásként leggyakrabban fejfájást, émelygést és szájszárazságot észleltek.
A következő mellékhatásokat figyelték meg: tahikardia (magas pulzus), szívdobogás-érzés, szupraventrikuláris tachikardia és pitvarfibrilláció (fogékony betegekben), akkomodációs zavarok, tápcsatornai motilitászavarok, valamint vizeletretenció.
Ezek a mellékhatások ritkán fordulnak elő és reverzibilisek.
Mindazonáltal, a húgyhólyag kiáramlási pályájának szűkülete esetén nagyobb a vizeletretenció kialakulásának kockázata.
Szemészeti mellékhatásokról is beszámoltak.

## Készítmények
- ATROVENT 0,025%
- ATROVENT AEROSOL
- ATROVENT N
- BERODUAL
- BERODUAL AEROSOL 21G
- BERODUAL N

## Fordítás
- Ez a szócikk részben vagy egészben  az   Ipratropium című angol Wikipédia-szócikk fordításán alapul.  Az eredeti cikk szerkesztőit annak laptörténete sorolja fel. Ez a jelzés csupán a megfogalmazás eredetét és a szerzői jogokat jelzi, nem szolgál a cikkben szereplő információk forrásmegjelöléseként.